# Gunnar Jamvold
Gunnar Petter Jamvold (Horten, 22 de abril de 1896 — 9 de setembro de 1984) foi um velejador norueguês, campeão olímpico. Ele competiu nos Jogos Olímpicos de Verão de 1920 na classe 10 Metre e conquistou a medalha de ouro na disputa realizada segundo as regras de 1907 a bordo do Eleda com Erik Herseth, Petter Jamvold, Claus Juell, Sigurd Holter, Ingar Nielsen e Ole Sørensen. Havia apenas um barco nesta classe.